# Neolepisorus truncatus
Neolepisorus truncatus là một loài thực vật có mạch trong họ Polypodiaceae. Loài này được Ching & P.S. Wang miêu tả khoa học đầu tiên năm 1983.